# Були, Жан
Жан Блез Були́ (фр. Jean Blaise Bouli; 4 сентября, 1980, Дуала, Камерун) — камерунский футболист, атакующий полузащитник.

## Карьера
Дебютировал в профессиональном футболе в составе камерунского коллектива «Юнион Дуала» в 1998 году. Затем в 2000 году перешёл в «Хетафе», который на тот момент выступал во втором по значимости дивизионе испанского футбола. В 2003 году вернулся в Камерун, где выступал за местные команды. Первым российским клубом стало выступавшее тогда в первом дивизионе «Динамо» (Брянск), где занял место центрального нападающего. В составе «Динамо» стал полуфиналистом Кубка России сезона 2006/07. Летом 2007 года перешёл в «Терек», также выступавший тогда в первом дивизионе, за который в том сезоне, однако, не забил ни одного мяча. «Терек», заняв в 2007 году 2-е место в первом дивизионе, вышел в Премьер-лигу. В 2008—2009 годах выступал за «Терек» в Премьер-лиге. В конце сезона 2008 у Були возникли проблемы на паховых кольцах, из-за чего был вынужден пропустить ряд игр. В середине декабря был успешно прооперирован. В 2009 году провёл за «Терек» всего 2 игры за 4 месяца, после чего покинул клуб. Всего за «Терек» провёл 26 игр, забил 2 мяча.
24 июля 2009 года перешёл в «Нижний Новгород», где провёл остаток сезона 2009 года. С 9 февраля 2010 года выступал за клуб «Луч-Энергия». В 2011 году перешёл в латвийскую «Юрмалу». В октябре 2011 года перешёл в молдавский чемпионат в команду «Олимпия».

## Личная жизнь
29 декабря 2007 года женился на подруге, обучавшейся в Швейцарии.

## Достижения
- Серебряный призёр чемпионата Камеруна: 2003[6]
- Серебряный призёр Первого дивизиона России: 2007